# 亞德曼合金
艾德曼合金是出現在漫威漫畫的世界中的一種虛構金屬。艾德曼合金是一种密度极高的人造合金，几乎坚不可摧，金鋼狼的爪子即為艾德曼合金製成，屬於外星金屬。合金內含有鐵，故磁力王能夠控制。足够多的艾德曼合金能于核爆炸中毫发无损。一片纯艾德曼合金能够砍断几乎任何已知的物质，除了金剛狼的骨架和美国队长的盾牌。以艾德曼合金製成的刀刃切开物质的能力取决于发出的力道和物质的密度。利用艾德曼合金的密度所制造的极密金属能够发挥出比汎金屬更大的威力。
即使是制造一小点艾德曼合金所花费的金额都是天文数字，也只有一小部分人知道完整的配方。在铸造之前，合金的各个成份分开保存在各批树脂之中，之后通过把树脂混合在一起保持在1500华氏度（約815.56攝氏度）的高温蒸发掉树脂以将组成成分混合，所形成的液态物质在放置八分钟后就会变成固态。这种物质最后的分子结构极其稳定，形状也只能被精密的分子重排仪器（例如南極汎金屬或高頻刀）所改变。然而由于艾德曼合金的绝对密度，只有绝少已知的作用力能够改变它的分子结构。同时艾德曼合金具体的组成成分是美国政府的绝对机密。
某些超级反派已經获得过艾德曼合金，他們希望通过分子重排仪器利用艾德曼合金。天启从剑齿虎的骨架上夺取艾德曼合金，金牌手从大蟒的手中拿到艾德曼合金救了剑齿虎的命。创世纪 (消歧义)夺取了Cyber的艾德曼合金摧毁了有机质，以致Cyber只留下一层艾德曼合金皮肤。亚德玛科亦制造过一些艾德曼合金。

## 由来
希腊神话中的半神赫拉克勒斯持有一把拥有魔力的金权杖，根据神话就是由艾德曼汀合金（Adamantine）制成的，坚不可摧。麦伦·马克莱恩博士（Dr. Myron MacLain）受到这个神话的启发，在第二次世界大战的时候为了美国的利益试图创造出一种坚不可摧的合金。当他在实验室的工作台上睡着的时候，他一直在進行实验的金属不知道為什麼结合在了一起。这种神秘的合金——铁、汎金屬以及一种未知催化剂的结合比任何已知的物质都要坚硬，然而由于不知道具体的成分和比例，马克莱恩也无法再次复制这个过程，这一个样本被制成了圆盘，随后成了美国队长的盾牌。之后马克莱恩使用一个没有汎金屬参与的配方来复制这种物质，最后创造出了艾德曼合金（True Adamantium），几乎和美国队长的盾牌一样坚固。
虽然艾德曼合金被认为是坚不可摧，但在616號宇宙依然有至少两种已知的合金能够不通过分子重排来承受住艾德曼合金造成的伤害，第一种是全力挥出雷神之锤的雷神索尔砸向一小块艾德曼合金圆柱也只造成轻微的凹痕；第二种是奥创与浩克战斗的事件，在战斗中，浩克全力砸向奥创也只有轻微的凹痕。之后这两个例子都被證實是次级艾德曼合金（Secondary Adamantium），因为艾德曼合金的制作异常困难昂贵，各研究者发现了一种更加划算的方法来复制它，但却牺牲了质量和硬度，被认为是比钛合金更加坚硬且能抵挡住大部分的攻击，然而若是力量充足的武器或者物件造成的冲击则能够弯曲或者摧毁它。

## 分類
原始艾德曼合金（Proto-Adamantium）
这是马克莱恩博士所创造的原始的艾德曼合金。以汎金屬和鐵及一種未知的催化劑製作而成。具備可以強大的彈性和可以吸收能量的特質。原始艾德曼合金是组成美国队长的盾牌的汎金屬合金的官方名称，而且无法再复制，動能在反彈時幾乎不會減少，是在所有物质当中绝对无懈可击的存在。原始艾德曼合金能抵抗极端压力、极端温度、辐射、电磁波等，但可以通过“分子重排器”来篡改它的分子连接方式。
真艾德曼合金（True Adamantium）
亦被称作初级艾德曼合金（Primary Adamantium），是原始艾德曼合金再造尝试的结果，亦是金鋼狼的身体里的一种。真亞德曼金屬像原始艾德曼合金幾乎無堅不摧，但是真艾德曼合金是可以被複製的，而原始艾德曼合金完全無法複製。只有拥有神力的物件（如雷神索爾等）或强磁力量（如万磁王）能够控制真艾德曼合金。除此之外就是对所有形式的攻击都完全免疫。与这种坚硬相对的，真艾德曼合金非常稀有，制造/操作也很昂贵，同时更是美国政府的最高机密，虽然也有把这个机密分享给一些“同盟”。液态的艾德曼合金一旦冷却就会硬化，无法再次变形，除非用南极的汎金屬再度使其液化。 
次级艾德曼合金（Secondary Adamantium）
这种金属制作更加容易，更加便宜好操作却牺牲了强度。它也被称作艾德曼合金铁（Adamantium Steel）。在描绘了太多被认为坚不可摧的艾德曼合金被破坏的情况后，它被追加设定出来。拥有超级力量的人（比如索尔）使用全力就能破坏或扭曲它。
艾德曼合金Beta（Adamantium Beta）
金鋼狼的骨架起初是被真艾德曼合金包裹增强的。他变种能力中的自愈因子不仅让他从这个实验过程中生还下来，还在金属中诱发了一种分子层的改变。艾德曼合金Beta跟真艾德曼合金功效一样，但并不抑制骨骼的生物过程。这一现象是在万磁王强行把金刚狼体内的艾德曼合金从骨架上剥离出去之后才显现出来的。在金刚狼失去变种再生能力时，艾德曼合金的毒性会逐渐侵蚀他。
异形体
塞拉菲娜声称，艾德曼合金有13种异形体，它们都是不稳定、寿命短、剧毒的。她扔了一个小装置，夹在金刚狼的爪子上，使它发出绿色辉光，声称它是“艾德曼合金九”，这导致金刚狼遭受重创并崩溃。
碳亚德合金（Carbonadium）
是一种有弹性、延展性的金属，它比钢铁强得多，但比艾德曼合金更柔韧。事实上是一种廉价版艾德曼合金。由于其延展性，虽然不如真艾德曼合金耐用，但实际使用中，是接近于坚不可摧的，除此之外，它還能起到抑制自癒能力的功效，當初死侍在消滅宇宙的時候，就是用這種合金製成的劍殺死金鋼狼。

## 電影設定
亞德曼金屬在《X戰警系列電影》中是從一顆來自外太空的隕石中所提煉出來的金屬，利用同樣為亞德曼金屬的武器加熱到熔點即可破壞，只能夠讓它維持在液體狀態，因為一凝固將會無堅不摧，並非整個X戰警電影宇宙中最堅固的金屬，僅次於汎合金金屬，少了吸收能量與吸震，而在漫威電影宇宙中，美國隊長的盾牌的材質改為汎合金金屬。
- 漫威電影宇宙：
  - 《永恆族》與《美國隊長4：勇敢新世界》（2021年 & 2025年）：「超能鋼」出現於天神提亞瑪特之身體內（其後世界各地都稱之為『星神島』），在永恆族成員莎善以改變一切物質去消滅提亞瑪特後，美國和日本引發了超能鋼的控制權（因首批精煉超能鋼樣本屬於日本礦場），最後兩國簽署和平條約，以管理超能鋼的開採與分配。
  - 《死侍與狼人》（2024年）：與《變種特攻系列電影》一樣，狼人的骨骼與骨爪是由超能鋼製成。